# New Jersey-ben történt légi közlekedési balesetek listája
A New Jersey-ben történt légi közlekedési balesetek listája az Amerikai Egyesült Államok New Jersey államában történt halálos áldozattal járó, illetve a kisebb balesetek, meghibásodások miatt történt, gyakran csak az adott légiforgalmi járművet érintő baleseteket is tartalmazza évenkénti bontásban.

## New Jersey-ben történt légi közlekedési balesetek

### 1929
- 1929. március 17., Newark, Newark Nemzetközi Repülőtér. A Colonial Western Airways légitársaság Ford Trimotor 4-AT-B típusú repülőgépe felszállást követően a hajtómű meghibásodása miatt nekiment egy vasúti teherszállító vagonnak, amely homokkal volt megtöltve. A balesetben a gépen tartózkodó 15 főből 14 fő vesztette életét. Ebben az időben ez volt az Egyesült Államokban addig történt legsúlyosabb repülőbaleset.[1][2]

### 1952
- 1952. február 11. Elizabeth. A National Airlines 101-es járata, egy Douglas DC–6-os utasszállító repülőgép, lajstromjele: N90891, propellere meghibásodott, valamint pilótahiba is bekövetkezett, ezért a gép lezuhant. a gépen 59 utas és 4 fő személyzet volt, közülük 29 fő életét vesztette, valamint további 4 fő a földön tartózkodók közül. A balesetet 34 fő élte túl.[3][4]